# Ficus perfulva
Ficus perfulva là một loài thực vật có hoa trong họ Moraceae. Loài này được Elmer ex Merr. mô tả khoa học đầu tiên năm 1923.